# Chengalpattu
Chengalpattu (o Chingleput, Chengalpat) è una suddivisione dell'India, classificata come municipality, di 62.631 abitanti, situata nel distretto di Kanchipuram, nello stato federato del Tamil Nadu. In base al numero di abitanti la città rientra nella classe II (da 50.000 a 99.999 persone).

## Geografia fisica
La città è situata a 12° 41' 60 N e 79° 58' 60 E e ha un'altitudine di 35 m s.l.m..

## Società

### Evoluzione demografica
Al censimento del 2001 la popolazione di Chengalpattu assommava a 62.631 persone, delle quali 31.479 maschi e 31.152 femmine. I bambini di età inferiore o uguale ai sei anni assommavano a 5.946, dei quali 3.035 maschi e 2.911 femmine. Infine, coloro che erano in grado di saper almeno leggere e scrivere erano 50.423, dei quali 26.577 maschi e 23.846 femmine.